# ردنبرگ
شهر ردنبرگ (به آلمانی: Rodenberg) در ایالت نیدرزاکسن در کشور آلمان واقع شده‌است.